# Ряд обратных квадратов
Ряд обратных квадратов — бесконечный ряд:
{\displaystyle {\frac {1}{1^{2}}}+{\frac {1}{2^{2}}}+{\frac {1}{3^{2}}}+{\frac {1}{4^{2}}}+{\frac {1}{5^{2}}}+\dots }
Задача нахождения суммы этого ряда долгое время оставалась нерешённой. Поскольку внимание европейских математиков на данную проблему обратил базельский профессор математики Якоб Бернулли (1689 год), в истории она нередко называется «базельской задачей» (или «базельской проблемой»). Первым сумму ряда сумел найти в 1735 году 28-летний Леонард Эйлер, она оказалась равна
{\displaystyle {\frac {\pi ^{2}}{6}}\approx 1{,}6449340668482264364724151666460251892189499012067984377355582293\dots }
(см. последовательность A013661 в OEIS).
Эта сумма встречается во многих других задачах теории чисел.
Решение данной проблемы (и смежных с ней) не только принесло молодому Эйлеру мировую славу, но и оказало значительное влияние на дальнейшее развитие анализа, теории чисел, а впоследствии — комплексного анализа. В очередной раз (после открытия ряда Лейбница) число {\displaystyle \pi } вышло за пределы геометрии и подтвердило свою универсальность. Наконец, ряд обратных квадратов оказался первым шагом к введению дзета-функции Римана. Начал этот путь сам Эйлер, рассмотрев обобщение ряда обратных квадратов — ряд для произвольной чётной степени s, а также выведя фундаментальное тождество Эйлера:
{\displaystyle {\frac {1}{1^{s}}}+{\frac {1}{2^{s}}}+{\frac {1}{3^{s}}}+{\frac {1}{4^{s}}}+\dots ={\frac {1}{1-2^{-s}}}\cdot {\frac {1}{1-3^{-s}}}\cdot {\frac {1}{1-5^{-s}}}\cdot {\frac {1}{1-7^{-s}}}\cdot {\frac {1}{1-11^{-s}}}\cdot \dots }
Произведение в правой части берётся по всем простым числам.

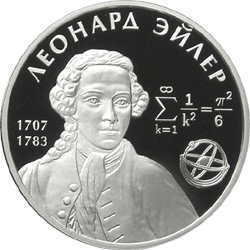
Формула суммы ряда обратных квадратов на серебряной монете Банка России 2007 года, посвящённой 300-летию со дня рождения Леонарда Эйлера

## История

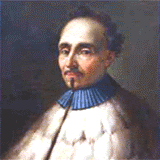
Пьетро Менголи

Впервые рассуждения о ряде обратных квадратов историки обнаружили в диссертации итальянского математика Пьетро Менголи (Novae quadraturae arithmeticae seu de additione fractionum, 1644 год, опубликована в 1650), но тогда задача не вызвала общего интереса. Менголи определил, что ряд сходится, и нашёл сумму первых 10 членов:
{\displaystyle {\frac {1968329}{1270080}}\approx 1{,}54977.}
Позднее найти сумму ряда безуспешно пытались многие выдающиеся математики, в том числе Лейбниц, Стирлинг, де Муавр, Христиан Гольдбах, братья Якоб и Иоганн Бернулли. Они также вычислили несколько значащих цифр суммы ряда. Гольдбах показал, что сумма заключена в интервале (41/25; 5/3), Стирлинг в трактате «Methodus Differentialis» (1730) сумел вычислить довольно точное значение суммы: 1,644934066, однако никто не мог точно определить, с чем это значение может быть связано.

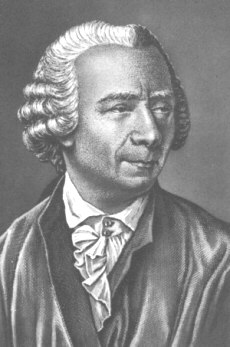
Леонард Эйлер

Якоб Бернулли призвал в своей книге «Арифметические предложения о бесконечных рядах» (1689): «Если кому-либо удастся найти то, что до сих пор не поддавалось нашим усилиям, и если он сообщит это нам, то мы будем очень ему обязаны». Но при жизни Якоба Бернулли решение так и не появилось.
Первым успеха добился Эйлер, спустя почти полвека после обращения Бернулли. Скорее всего, о данной проблеме Эйлеру рассказал Иоганн Бернулли, брат Якоба. Эйлер сообщил об открытии в заметке «О суммах обратных рядов» (De summis serierum reciprocarum, 1735 год) для журнала «Commentarii Academiae Scientiarum Imperialis Petropolitanae» Петербургской академии наук. Найденное им значение суммы Эйлер также сообщил письмом своему другу Даниилу Бернулли, сыну Иоганна Бернулли:

Недавно я нашёл, и совсем неожиданно, изящное выражение для суммы ряда, связанного с квадратурой круга… А именно, шестикратная сумма этого ряда равна квадрату периметра круга, диаметр которого 1.

Даниил рассказал отцу, который выразил сомнение в справедливости использованного Эйлером разложения синуса в бесконечное произведение (см. ниже). Поэтому в 1748 году Эйлер более строго обосновал результат в своей монографии «Введение в анализ бесконечно малых» (Introductio in analysin infinitorum, том I, глава X).
Как отмечает Джон Дербишир, второе (после ряда Лейбница) появление числа {\displaystyle \pi } в неожиданном, совершенно не геометрическом контексте, произвело на математиков XVIII века сильное впечатление.
Для контроля Эйлер вычислил вручную сумму ряда с 20 знаками (видимо, используя формулу Эйлера — Маклорена, так как ряд обратных квадратов сходится довольно медленно). Далее он сопоставил сумму со значением {\displaystyle {\frac {\pi ^{2}}{6}},} используя уже известное в тот период приближённое значение числа {\displaystyle \pi }, и убедился, что оба значения, в пределах точности счёта, совпадают. Впоследствии (1743) Эйлер опубликовал ещё два разных способа суммирования ряда обратных квадратов.

## Сходимость ряда
Чтобы убедиться, что ряд обратных квадратов сходится, достаточно доказать, что сходится следующий ряд:
{\displaystyle 1+{\frac {1}{1\cdot 2}}+{\frac {1}{2\cdot 3}}+{\frac {1}{3\cdot 4}}+{\frac {1}{4\cdot 5}}+\dots }
Этот ряд мажорирует ряд обратных квадратов, потому что каждое слагаемое в нём (кроме первого) больше, чем в ряде обратных квадратов. Его можно представить в виде телескопической суммы:
{\displaystyle 1+\left(1-{\frac {1}{2}}\right)+\left({\frac {1}{2}}-{\frac {1}{3}}\right)+\left({\frac {1}{3}}-{\frac {1}{4}}\right)+\dots }
Частичная сумма {\displaystyle S_{n}} этого ряда равна {\displaystyle 2-{1 \over n},} поэтому ряд сходится, и его сумма равна 2. Следовательно, по признаку сравнения, и ряд обратных квадратов сходится к некоторому числу в интервале (1, 2).
Для оценки скорости сходимости частичных сумм можно использовать формулу
{\displaystyle {\frac {1}{m+1}}=\int \limits _{m+1}^{\infty }{{\frac {1}{t^{2}}}dt}<\sum _{n=m+1}^{\mathcal {\infty }}{\frac {1}{n^{2}}}<\int \limits _{m}^{\infty }{{\frac {1}{t^{2}}}dt}={\frac {1}{m}}.}
Сумма в середине формулы представляет собой разность ряда и его {\displaystyle m}-й частичной суммы, то есть абсолютную погрешность частичной суммы. Из формулы видно, что сходимость ряда довольно медленная — тысяча первых членов ряда ({\displaystyle m=1000}) дают погрешность порядка {\displaystyle 10^{-3}}, то есть в третьем десятичном знаке. Чтобы получить 6 верных знаков, понадобится сложить миллион членов ряда.
В 1988 году Рой Норт (Roy D. North) из Колорадо-Спрингс подсчитал на компьютере сумму миллиона членов ряда обратных квадратов и обнаружил странную закономерность — шестой знак после запятой, как и следовало ожидать, ошибочен, но следующие за ним 6 цифр верны. Далее один знак ошибочен, а после него пять цифр снова верны:
| Полная сумма ряда ({\displaystyle \pi ^{2}/6}) | 1,644934066848226436472415166646025189218949901… |
| Частичная сумма миллиона членов                | 1,644933066848726436305748499979391855885616544… |
| Погрешность                                    | 0,000000999999500000166666666666633333333333357… |

Данная погрешность может быть представлена в виде суммы
{\displaystyle 10^{-6}-{\frac {1}{2}}10^{-12}+{\frac {1}{6}}10^{-18}-{\frac {1}{30}}10^{-30}+{\frac {1}{42}}10^{-42}+\dots \,,}
в которой коэффициентами при степенях 10 выступают числа Бернулли. Доказательство этого факта можно найти в статье Борвейна, Борвейна и Дилчера 1989 года.

## Первый метод Эйлера для нахождения суммы ряда
К концу XVII века, благодаря работам Ньютона и других математиков, было известно разложение в ряд функции синуса:
{\displaystyle \sin x=x-{\frac {x^{3}}{3!}}+{\frac {x^{5}}{5!}}-{\frac {x^{7}}{7!}}+\dots }
Эйлер сумел получить другое разложение синуса — не в сумму, а в бесконечное произведение:
{\displaystyle \sin x=x\cdot \left(1-{\frac {x^{2}}{\pi ^{2}}}\right)\cdot \left(1-{\frac {x^{2}}{4\pi ^{2}}}\right)\cdot \left(1-{\frac {x^{2}}{9\pi ^{2}}}\right)\cdot \left(1-{\frac {x^{2}}{16\pi ^{2}}}\right)\cdot \dots }
Приравняв оба выражения и сократив на {\displaystyle x,} можно получить:
| {\displaystyle \left(1-{\frac {x^{2}}{\pi ^{2}}}\right)\cdot \left(1-{\frac {x^{2}}{4\pi ^{2}}}\right)\cdot \left(1-{\frac {x^{2}}{9\pi ^{2}}}\right)\cdot \left(1-{\frac {x^{2}}{16\pi ^{2}}}\right)\cdot \dots =1-{\frac {x^{2}}{3!}}+{\frac {x^{4}}{5!}}-{\frac {x^{6}}{7!}}+\dots } | (1) |

Поскольку это тождество выполняется при всех {\displaystyle x,} коэффициенты при {\displaystyle x^{2}} в обеих его частях должны быть равны:
{\displaystyle -{\frac {1}{\pi ^{2}}}-{\frac {1}{4\pi ^{2}}}-{\frac {1}{9\pi ^{2}}}-{\frac {1}{16\pi ^{2}}}-\dots =-{\frac {1}{6}}.}
Умножив обе части равенства на {\displaystyle -\pi ^{2},} можно окончательно получить:
{\displaystyle {\frac {1}{1^{2}}}+{\frac {1}{2^{2}}}+{\frac {1}{3^{2}}}+{\frac {1}{4^{2}}}+{\frac {1}{5^{2}}}+\dots ={\frac {\pi ^{2}}{6}}.}
Изложенный метод основан на разложении синуса в бесконечное произведение, однако Эйлер не дал этому разложению должного обоснования, ограничившись ссылкой на то, что и левая, и правая части, рассматриваемые как многочлены, имеют одни и те же корни: {\displaystyle 0,\pm \pi ,\pm 2\pi ,\pm 3\pi ,\pm 4\pi \dots } Иоганн и Даниил Бернулли указали на некорректность такого вывода, поскольку он применим только к многочленам конечной степени, а не к бесконечным рядам. В связи с этим Эйлер опубликовал ещё несколько способов суммирования, обоснованных более строго и приводящих к тому же результату. Тем не менее указанное разложение оказалось верным и было впоследствии доказано.

## Второй метод Эйлера
В 1741 году Эйлер учёл указанную выше критику своего первоначального метода и опубликовал другой метод суммирования, основанный на интегрировании рядов. Для этого рассматривается интеграл вида
{\displaystyle E=\int \limits _{0}^{1}{{\frac {\arcsin x}{\sqrt {1-x^{2}}}}\ dx}=\int \limits _{0}^{1}{\arcsin x\ d\arcsin x}={\frac {\pi ^{2}}{8}}.}
Для вычисления интеграла можно воспользоваться разложением арксинуса в ряд на промежутке {\displaystyle [0,1]}:
{\displaystyle \arcsin x=x+\sum _{n=1}^{\infty }{\frac {(2n-1)!!}{(2n)!!}}\cdot {\frac {x^{2n+1}}{2n+1}}.}
Этот ряд сходится равномерно, и  его можно интегрировать почленно:
{\displaystyle E=\int \limits _{0}^{1}{\frac {x}{\sqrt {1-x^{2}}}}\ dx+\sum _{n=1}^{\infty }{\frac {(2n-1)!!}{(2n)!!(2n+1)}}\int \limits _{0}^{1}{\frac {x^{2n+1}}{\sqrt {1-x^{2}}}}\ dx.}
Первый интеграл равен {\displaystyle 1}, а второй после подстановки {\displaystyle x=\sin t} оказывается равен {\textstyle {\frac {(2n)!!}{(2n+1)!!}},} отсюда:
{\displaystyle E=1+\sum _{n=1}^{\infty }{\frac {1}{(2n+1)^{2}}}=\sum _{n=1}^{\infty }{\frac {1}{(2n-1)^{2}}}.}
Эта сумма содержит обратные квадраты нечётных чисел. Требуемая же сумма {\displaystyle S} ряда обратных квадратов состоит из двух частей, первая из которых равна {\displaystyle E,} а вторая содержит обратные квадраты чётных чисел:
{\displaystyle S={\frac {1}{1^{2}}}+{\frac {1}{2^{2}}}+{\frac {1}{3^{2}}}+{\frac {1}{4^{2}}}+\dots =E+{\frac {1}{2^{2}}}+{\frac {1}{4^{2}}}+{\frac {1}{6^{2}}}+\dots ={\frac {\pi ^{2}}{8}}+{1 \over 4}S.}
То есть {\displaystyle {3 \over 4}S={\frac {\pi ^{2}}{8}},} откуда {\displaystyle S={\frac {\pi ^{2}}{6}}.}

## Альтернативные способы нахождения суммы

### Ряд Фурье
Один из простейших методов получения данной суммы — использование аппарата разложения в ряд Фурье функции {\displaystyle f(x)=x^{2}}. Для чётной функции это разложение имеет вид
{\displaystyle f(x)=a_{0}+\sum _{n=1}^{\infty }a_{n}\cos nx.}
Коэффициенты {\displaystyle a_{n}} вычисляются по стандартным формулам:
{\displaystyle a_{0}={\frac {1}{2\pi }}\int \limits _{-\pi }^{\pi }x^{2}dx={\pi ^{2} \over 3};\quad a_{n}={\frac {1}{\pi }}\int \limits _{-\pi }^{\pi }x^{2}\cos(nx)dx=(-1)^{n}{\frac {4}{n^{2}}}.}
В итоге разложение приобретает вид
{\displaystyle x^{2}={\pi ^{2} \over 3}+\sum _{n=1}^{\infty }(-1)^{n}{\frac {4\cos(nx)}{n^{2}}}.}
Подстановка в эту формулу значения {\displaystyle x=\pi } даёт результат
{\displaystyle \pi ^{2}={\pi ^{2} \over 3}+\sum _{n=1}^{\infty }(-1)^{n}{\frac {4(-1)^{n}}{n^{2}}},}
или
{\displaystyle {2 \over 3}\pi ^{2}=4\sum _{n=1}^{\infty }{\frac {1}{n^{2}}}.}
Окончательный результат получается при делении обеих сторон на 4.
Если же вместо {\displaystyle x=\pi } подставить {\displaystyle x=0,} получится знакочередующаяся сумма:
{\displaystyle {\frac {1}{1^{2}}}-{\frac {1}{2^{2}}}+{\frac {1}{3^{2}}}-{\frac {1}{4^{2}}}+{\frac {1}{5^{2}}}-\dots ={\pi ^{2} \over 12}.}
Другой путь к решению задачи через Фурье-анализ — использовать равенство Парсеваля для функции {\displaystyle f(x)=x.}

### Метод разложения гиперболического котангенса
Данный способ позволяет найти суммы для всех рядов обратных чётных степеней:
{\displaystyle S_{2n}=\sum _{m=1}^{\infty }{\frac {1}{m^{2n}}}.}
Он основан на двух формулах разложения гиперболического котангенса. Первая справедлива при {\displaystyle |x|<1}:
{\displaystyle \pi x\cdot \operatorname {cth} (\pi x)=1+2\sum _{n=1}^{\infty }(-1)^{n-1}S_{2n}x^{2n}.}
Вторая формула связывает гиперболический котангенс с числами Бернулли {\displaystyle B_{n}}:
{\displaystyle \pi x\cdot \operatorname {cth} (\pi x)=1+\sum _{n=1}^{\infty }{\frac {(2\pi )^{2n}B_{n}}{(2n)!}}x^{2n}}
Приравнивание коэффициентов при одинаковых степенях {\displaystyle x} даёт формулу для связи сумм рядов с числами Бернулли:
{\displaystyle B_{n}=(-1)^{n-1}{\frac {2(2n)!}{(2\pi )^{2n}}}S_{2n}.}
В частности, исходный результат получается при рассмотрении {\displaystyle n=1} с учётом {\textstyle B_{1}={1 \over 6}.}

### Другие подходы
В статье К. П. Кохася приводится несколько различных способов суммирования ряда: через интегралы, комплексные вычеты, гамма-функцию, разложение арксинуса или котангенса, возведение в квадрат ряда Лейбница. Ещё одна коллекция методов суммирования изложена в статье Чепмена.
Интересное физико-геометрическое представление суммирования ряда обратных квадратов изложено в статье Йохана Вестлунда и в видеолекции на ютуб-канале 3Blue1Brown.

## Вариации и обобщения
Исходя из формулы (1), Эйлер рассчитал суммы не только для ряда обратных квадратов, но и для рядов из других чётных степеней, вплоть до 26-й, например:
{\displaystyle {\frac {1}{1^{4}}}+{\frac {1}{2^{4}}}+{\frac {1}{3^{4}}}+{\frac {1}{4^{4}}}+{\frac {1}{5^{4}}}+\dots ={\frac {\pi ^{4}}{90}},}
{\displaystyle {\frac {1}{1^{6}}}+{\frac {1}{2^{6}}}+{\frac {1}{3^{6}}}+{\frac {1}{4^{6}}}+{\frac {1}{5^{6}}}+\dots ={\frac {\pi ^{6}}{945}}}
и т. д. Эйлер также выяснил, что суммы таких рядов связаны с числами Бернулли {\displaystyle B_{n}} следующим образом:
{\displaystyle S_{2k}=(-1)^{k-1}{\frac {(2\pi )^{2k}}{2(2k)!}}B_{2k}.}
Эйлер просуммировал и модификацию ряда обратных квадратов, содержащую (в знаменателях) квадраты или иные чётные степени нечётных чисел; суммы рядов оказались также связаны с числом {\displaystyle \pi .}
Для рядов из нечётных степеней теоретическое выражение их сумм до сих пор не известно. Доказано лишь, что сумма ряда обратных кубов (постоянная Апери) — иррациональное число.
Если рассматривать показатель степени в общем ряде обратных степеней как переменную (не обязательно целочисленную), то получится дзета-функция Римана, играющая огромную роль в анализе и теории чисел:
{\displaystyle \zeta (s)=\sum _{n=1}^{\infty }{\frac {1}{n^{s}}}.}
Таким образом, сумма ряда обратных квадратов есть {\displaystyle \zeta (2).}
Первые исследования свойств дзета-функции выполнил Эйлер. В 1748 году он опубликовал монографию «Введение в анализ бесконечно малых», где доказал «тождество Эйлера»:
{\displaystyle \sum _{n=1}^{\infty }{\frac {1}{n^{s}}}=\prod _{p}{\frac {1}{1-p^{-s}}},}
здесь произведение берётся по всем простым числам {\displaystyle p.} Это равенство сыграло большую роль в развитии аналитической теории чисел, на него опирались исследования Чебышёва и  Римана по распределению простых чисел в натуральном ряду. В 1859 году появилась глубокая работа Римана, которая расширила определение дзета-функции на комплексную область. Риман детально рассмотрел связь дзета-функции с распределением простых чисел.
В 1768 году Эйлер предложил ещё одно обобщение ряда обратных квадратов — дилогарифм Эйлера:
{\displaystyle \operatorname {Li} _{2}(x)=-\int _{0}^{x}{\frac {\ln(1-t)}{t}}\,\mathrm {d} t={\frac {x^{1}}{1^{2}}}+{\frac {x^{2}}{2^{2}}}+{\frac {x^{3}}{3^{2}}}+\dots }

## Некоторые применения
Сумма ряда обратных квадратов, она же {\displaystyle \zeta (2),} появляется во многих задачах теории чисел.
Сумма делителей натурального числа {\displaystyle N} растёт в среднем как линейная функция {\displaystyle \zeta (2)\cdot N}.
Вероятность того, что два случайным образом выбранных натуральных числа в интервале от 1 до {\displaystyle N} окажутся взаимно простыми, с ростом {\displaystyle N} стремится к {\textstyle 1/\zeta (2).} Другими словами, средняя плотность взаимно простых чисел в числовом ряду равна {\textstyle 1/\zeta (2).}
Пусть {\displaystyle Q(x)} — количество свободных от квадратов натуральных чисел в промежутке от 1 до {\displaystyle x.} Для него имеет место приближённая формула
{\displaystyle Q(x)\approx {\frac {x}{\zeta (2)}}}
Накопленная функция Эйлера
{\displaystyle \Phi (n):=\sum _{k=1}^{n}\varphi (k),\quad n\in \mathbf {N} ,}
где {\displaystyle \varphi (n)} — функция Эйлера, имеет следующую асимптотику:
{\displaystyle \Phi (n)\sim {\frac {1}{2\zeta (2)}}\cdot n^{2}+O\left(n\log n\right).}